# Gino Iannone
Gino Iannone (Botricello, 1925 – dicembre 1998) è stato un diplomatico italiano.
Gino Iannone trascorse i primi anni della sua giovinezza in Calabria, dopo la laurea in legge, conseguita all’università La Sapienza di Roma, emigrò in America nel 1953 e nel 1960 si trasferì a San Diego, dove ha espletato l’incarico di Vice console onorario d'Italia a partire dal 1965.
Al suo nome è legato il riconoscimento del Columbus Day come festa nazionale, che egli riuscì ad ottenere dopo diversi contatti diretti con la Casa Bianca. I primi festeggiamenti nazionali si tennero il 9 ottobre 1971. Prima di allora era celebrato sporadicamente, in forma locale.

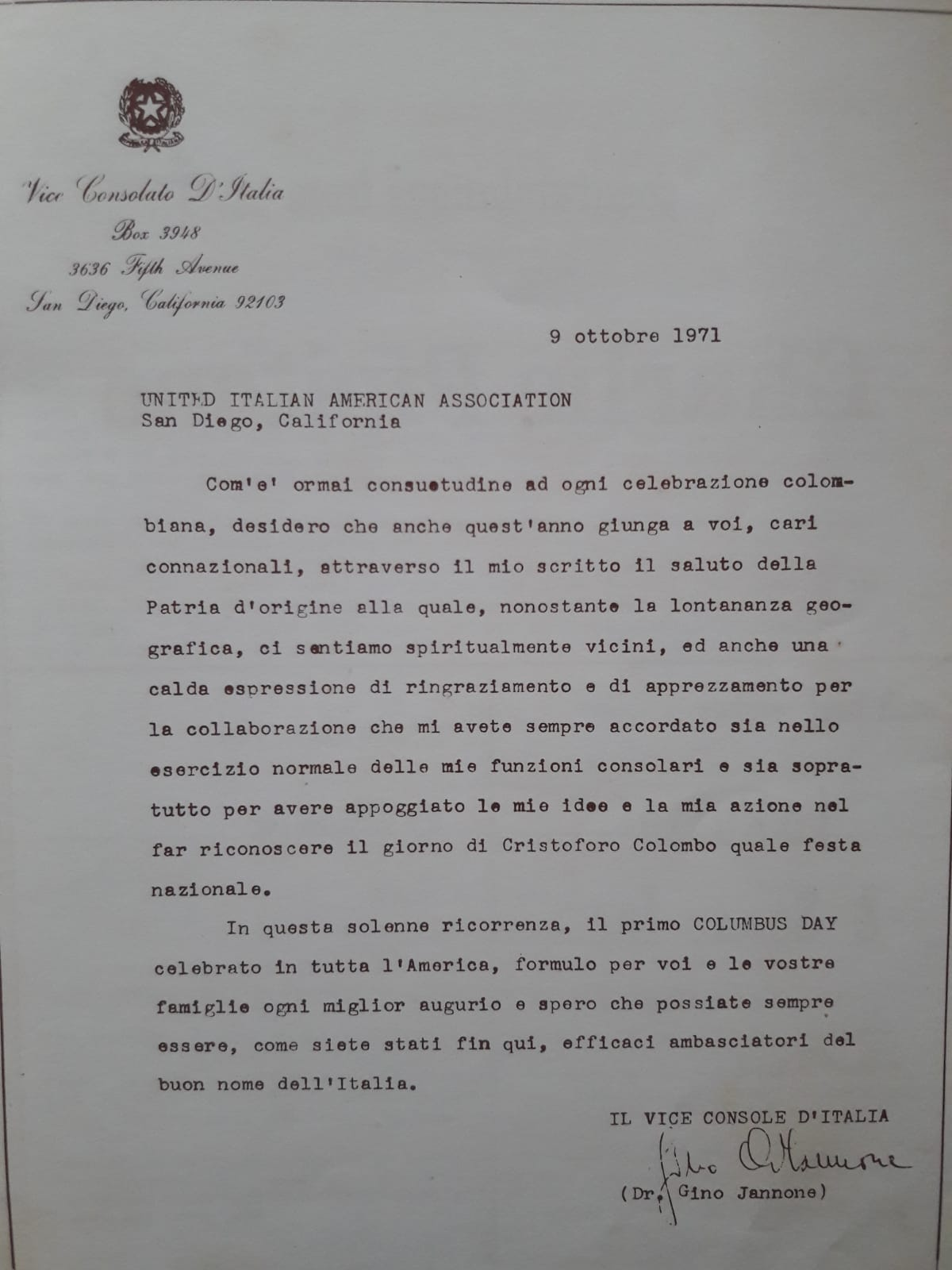
Discorso Ringrazianto alla Comunità Italiana

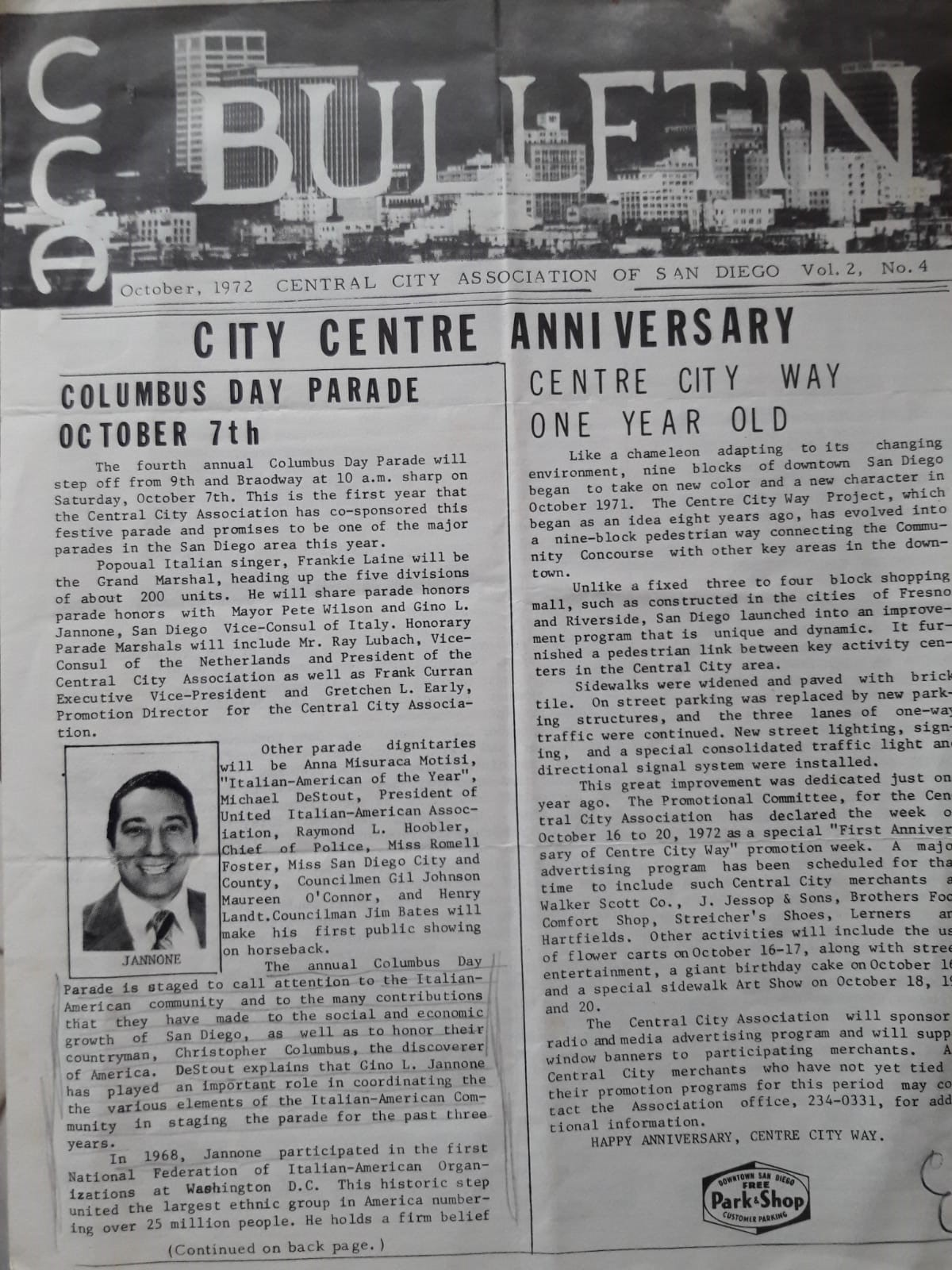
Articolo Gino Iannone